# Szelenga
A Szelenga vagy Szelenge (halha mongolul Сэлэнгэ гол vagy Сэлэнгэ мөрөн, t.á. Selenge gol vagy Selenge mörön, kiejtés szerint [Sziling gal] vagy [Sziling mörön], oroszul Селенга [Szelenga]) folyó Mongóliában és Oroszországban. Az Ider és a Delgermörön összefolyásától kezdve hívjuk Szelengának. A folyó november és április közt fagyott, 60-160 centiméteres jégpáncél borítja. Vizében 22 féle halfaj él. A Bajkál-tóba ömlik deltatorkolattal és annak legnagyobb hozamú vize. A Bajkál-tóból ered az Angara, mely a Jenyiszejbe ömlik, így a Szelenga ezen folyók vízrendszeréhez tartozik.

## Nagy mellékfolyói
Az Idert és a Delgermörönt leszámítva legnagyobb mellékfolyói:
- Mongóliában: Hanuj (jobb), Eg (bal), Orhon (jobb)
- Oroszországban: Csikoj (jobb), Hilok (jobb), Uda (jobb).

## Források

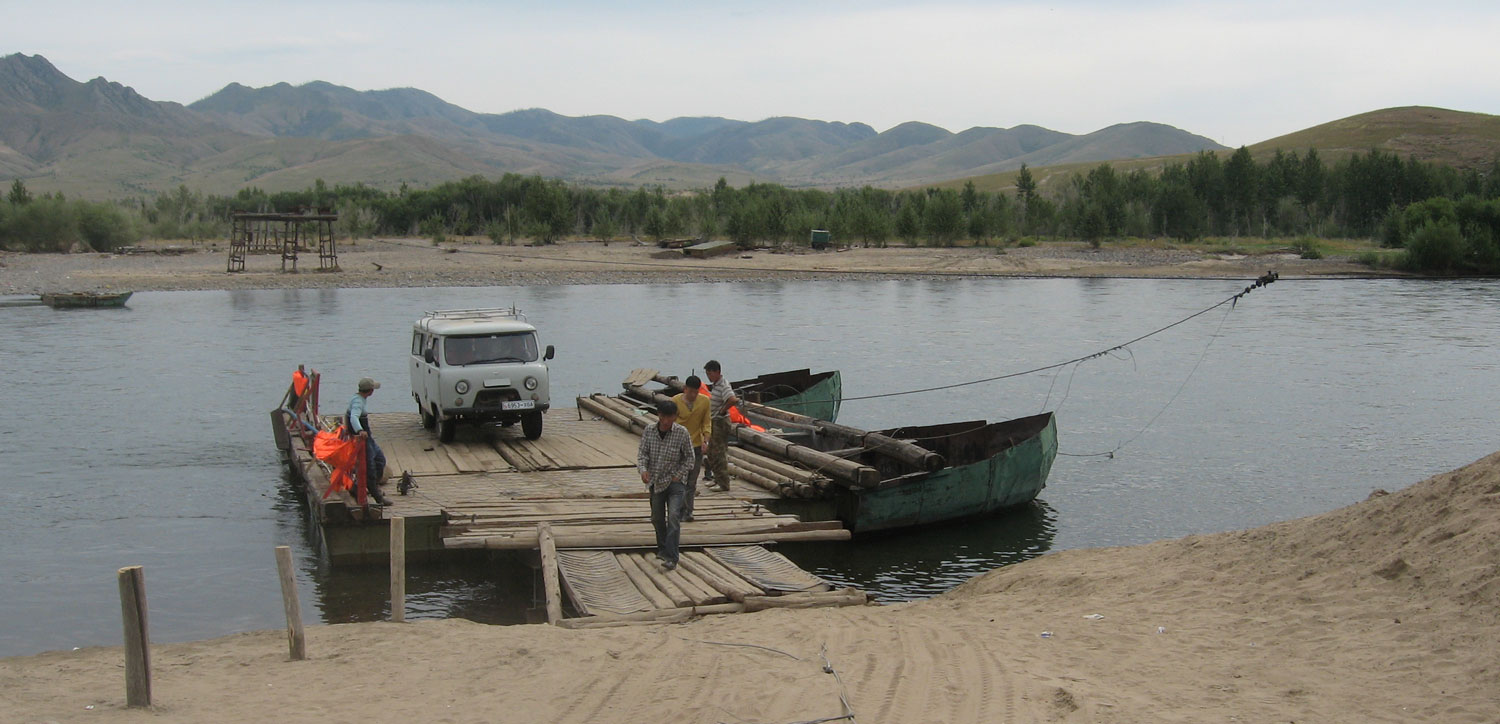
Kábelkomp a Szelengán (Mongólia, Hövszgöl tartomány)